# Callicostella chionophylla
Callicostella chionophylla är en bladmossart som beskrevs av Brotherus 1907. Callicostella chionophylla ingår i släktet Callicostella och familjen Hookeriaceae. Inga underarter finns listade i Catalogue of Life.